# Adonis (poeta)
Adonis (em árabe: أدونيس, pseudônimo de Ali Ahamed Said Esber — Al Qassabin, Lataquia, Síria, 1 de janeiro de 1930) é um poeta e ensaísta sírio, com uma longa carreira literária no Líbano e em França, autor de mais de vinte livros em língua árabe.

## Biografia
Poeta, pensador, ensaísta, considerado o máximo expoente da poesia árabe contemporânea, Ali Ahmad Said Esber, nascido no norte da Síria numa família de origem alauita em 1930, trabalhou no campo durante a infância. Seu pai lhe recitava poemas que o fazia memorizar depois. Aos 12 anos teve a oportunidade de recitar um poema para o presidente sírio Shukri al-Kuwatli. Foi lhe concedido um desejo e ele pediu para estudar. E assim se fez. Continuou estudando e escrevendo. Cursou Filosofia na Universidade de Damasco onde se licenciou em 1954.
Quando teve a publicação de seus poemas rejeitada, mudou de nome. Escolheu um nome pagão - Adonis.
Em 1955, devido a suas atividades políticas como membro do Partido Socialista Sírio, foi acusado de subversão e preso por seis meses. Ainda em 1955, seguiu para Beirute, onde se dedicou à publicação de periódicos e fundou em colaboração com o crítico literário libanês Yusuf Al-Jal, a revista de poesia Schiir (Poesia). Em 1956, deixou a Síria e foi viver no Líbano. Recebeu uma bolsa de estudos para estudar em Paris entre 1960 e 1961. Em 1962 adquiriu a cidadania libanesa.
Em 1973 concluiu o doutorado pela Universidade de St. Joseph. Recebeu em 1977, no Festival de Struga Poetry Enings de Macedônia a "Corona de Oro", por sua trajetória literária.
Em 1980, emigrou para Paris para escapar da Guerra Civil Libanesa e durante anos foi professor de língua árabe na Sorbonne. Domina o idioma francês, conhece o inglês, mas garante que só fala o árabe: "É em árabe que penso falo e escrevo", costuma afirmar o poeta.
Conhecido por combater o sionismo e as ditaduras árabes, defende uma poesia livre das amarras das instituições políticas e das obrigações religiosas.

## Crítica
Adonis renovou a poesia árabe contemporânea, tem muitos seguidores e é uma figura sempre lembrada para a grande distinção internacional, o Prêmio Nobel da Literatura. Considerado um rebelde que segue suas próprias regras, tem muitos admiradores, contudo, é grande o número de inimigos, sobretudo entre os islamitas.
Sua obra, caracterizada essencialmente por seu conteúdo social e político foi publicada em diversos idiomas e revolucionou a linguagem. Sua literatura tem elementos da poesia pré-islamica e do experimentalismo moderno.
Adonis tem traduzido diversos autores franceses para o árabe, dentre eles, Racine e Saint John-Perse. Adonis mora atualmente em Paris.
Em 2011 venceu o prestigiado Prémio Goethe

## Obra
Publicou os livros de ensaios: "Poética Árabe" (1985) e "A Palavra das Origens" (1989), e os de poesia "Cantos de Mihyâr, o Damasceno" (1961), "Homenagem às Escuras Coisas Claras" (1988) e "Índice das Ações do Vento" (1998), entre outros.

### Livros traduzidos para o espanhol
- "Canciones de Mihyar el de Damasco", 1961;
- "El diván de la poesía árabe", 1964;
- "Celebraciones", 1965;
- "Libro de las huidas y mudanzas", 1965;
- "Epitafio para Nueva York", 1971;
- "El tiempo de la poesía", 1972;
- "Introducción a la poesía árabe", 1976;
- "Homenajes", 1988;
- "La palabra de los orígenes", 1989;
- "La poética árabe", 1989;
- "El tiempo, las ciudades", 1990;
- "Introducción a la poesía árabe", Universidad Autónoma de Madrid, 1975;
- "Poesía y poética árabes", Guadarrama, Ediciones del Oriente y del Mediterráneo, 1997;